# Зевник (рыбалка)

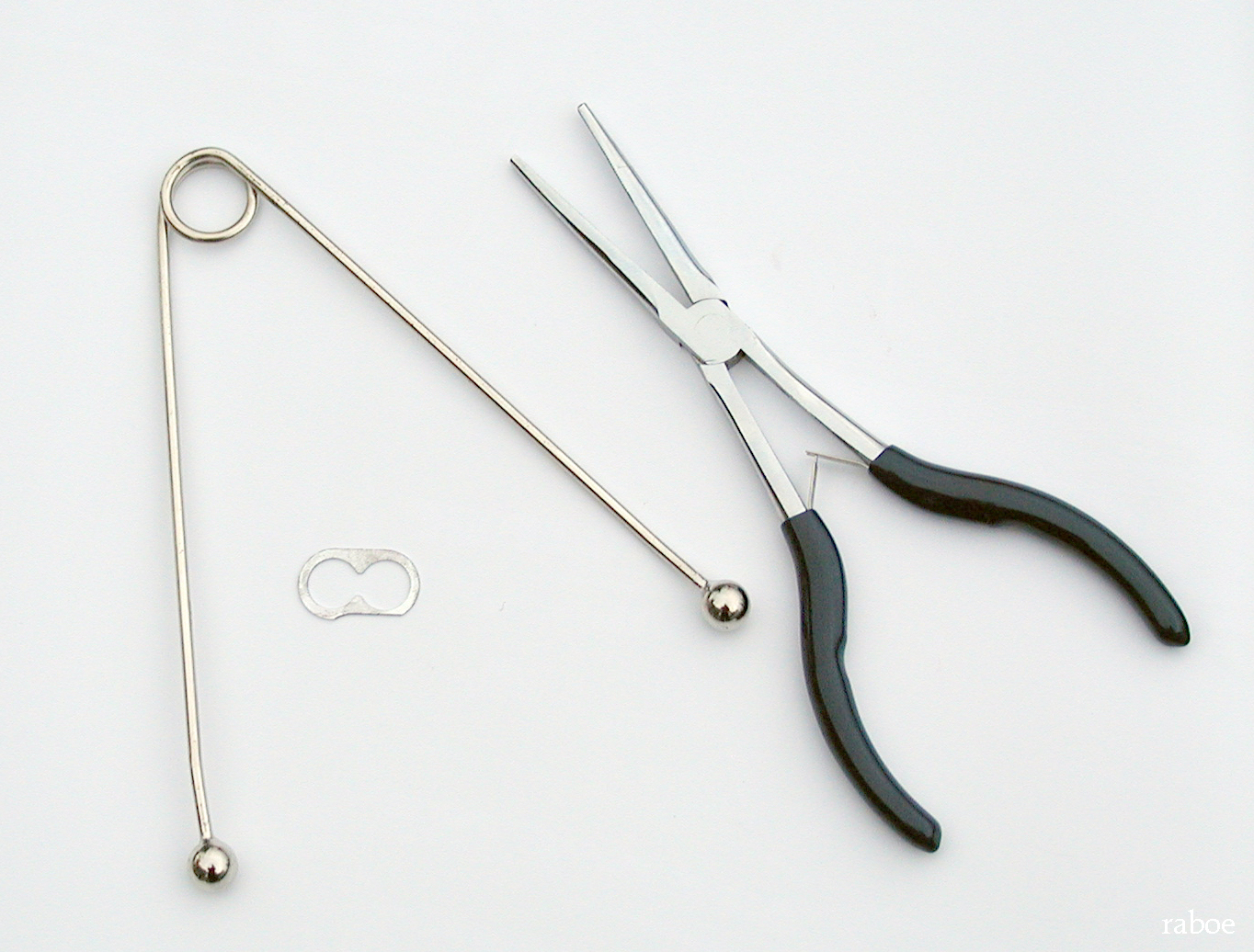
Зевник и рыбацкие щипцы

Зе́вник — рыболовная принадлежность в виде одно-двух винтовой пружины с удлинёнными концами.
Предназначен для извлечения крючка или блесны из пасти хищной рыбы (такой как щука, таймень или судак).
Во время рыбной ловли случается, что рыба глубоко заглотила приманку с крючком, и извлечь её весьма затруднительно. Кроме того, существует риск порезаться об острые зубы бьющейся рыбы или жалом крючочка. Зевник позволяет легко и безопасно раскрыть и зафиксировать пасть рыбы. Концы зевника, предварительно сжатого рукой, надо ввести в рот рыбы и отпустить, рот рыбы останется открытым, что позволяет использовать обе руки для извлечения крючка. Удобнее всего это сделать с помощью экстрактора или небольшого пинцета.
Зевник, как правило, можно приобрести в специализированном магазине, наряду со стальными встречаются и пластиковые, они не подвержены коррозии, как правило, плавучие и ярко окрашены, но зимой под воздействием низких температур нередко становятся более ломкими. Его не сложно сделать и самому из стальной проволоки диаметром около 4 мм, если согнуть её двумя пружинящими витками. Концы, чтобы они не скользили в пасти рыбы, стоит немного расплющить и сделать на них зазубринки или загнуть небольшими крючками (у фабричных на концах зачастую крепятся шарики). Если есть возможность, лучше изготовить зевник из легированной проволоки (нержавейки), это упрощает уход, и инструмент становится практически вечным.